# フォレストパーク (セントルイス)
フォレストパーク（Forest Park）は、アメリカ合衆国ミズーリ州のセントルイスにある都市公園。ダウンタウンの西6キロメートルに位置している。面積は537ヘクタールで全米有数の大規模な都市公園である。

## 歴史
1876年に開園した。当初は名称通りの「森林公園」であり建造物は少なかったが、1904年のセントルイス万国博覧会の会場となることが決まり大幅に改造された。博覧会のために建設された建物の幾つかは保存されている。

## 施設
- セントルイス美術館
- ミズーリ歴史博物館（en:Missouri History Museum）
- セントルイス科学センター（en:Saint Louis Science Center）
- セントルイス動物園（en:Saint Louis Zoo）
- その他 ゴルフ場や野球場、テニスコートなど[2]

## ギャラリー

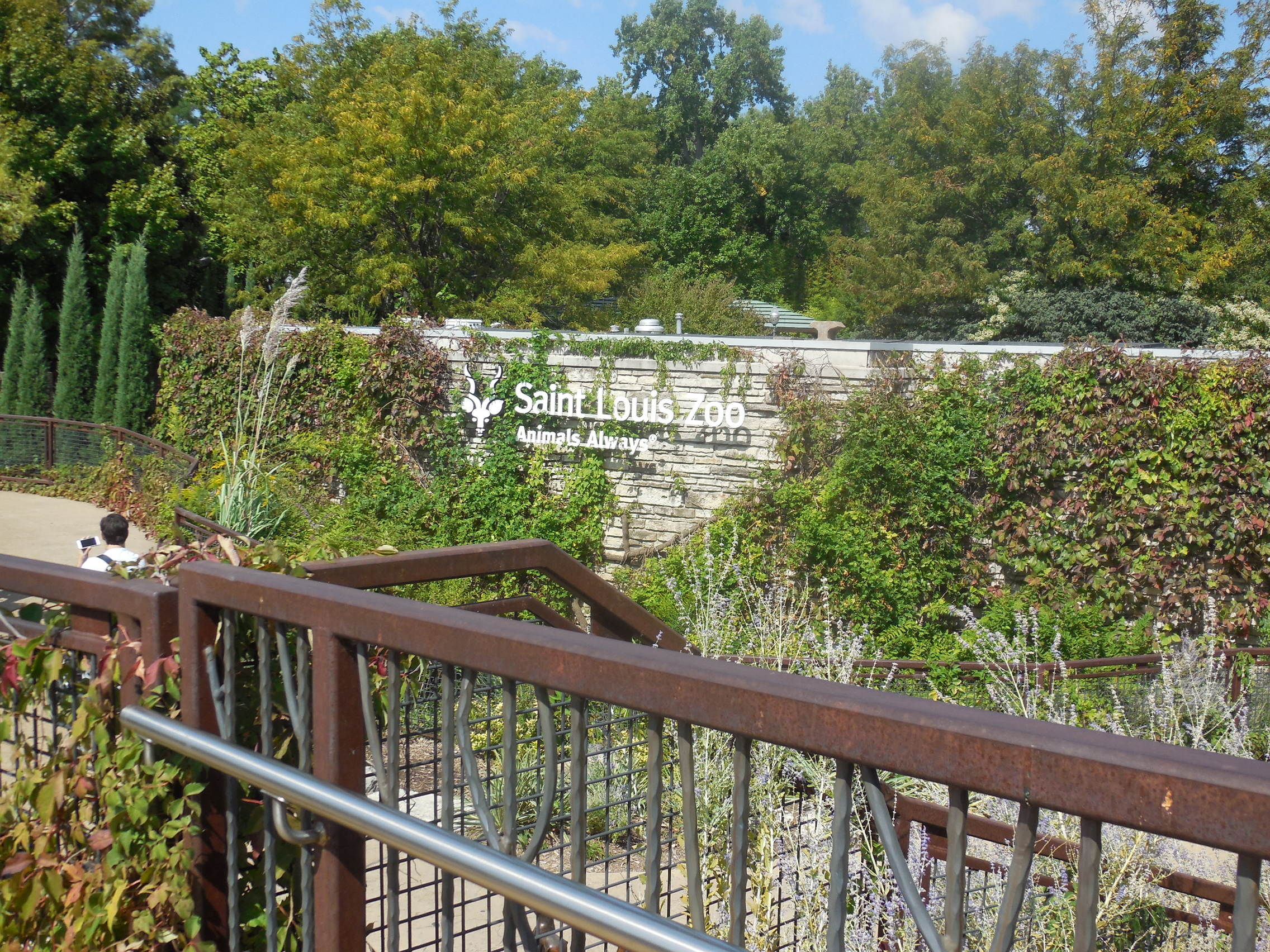
動物園 入口
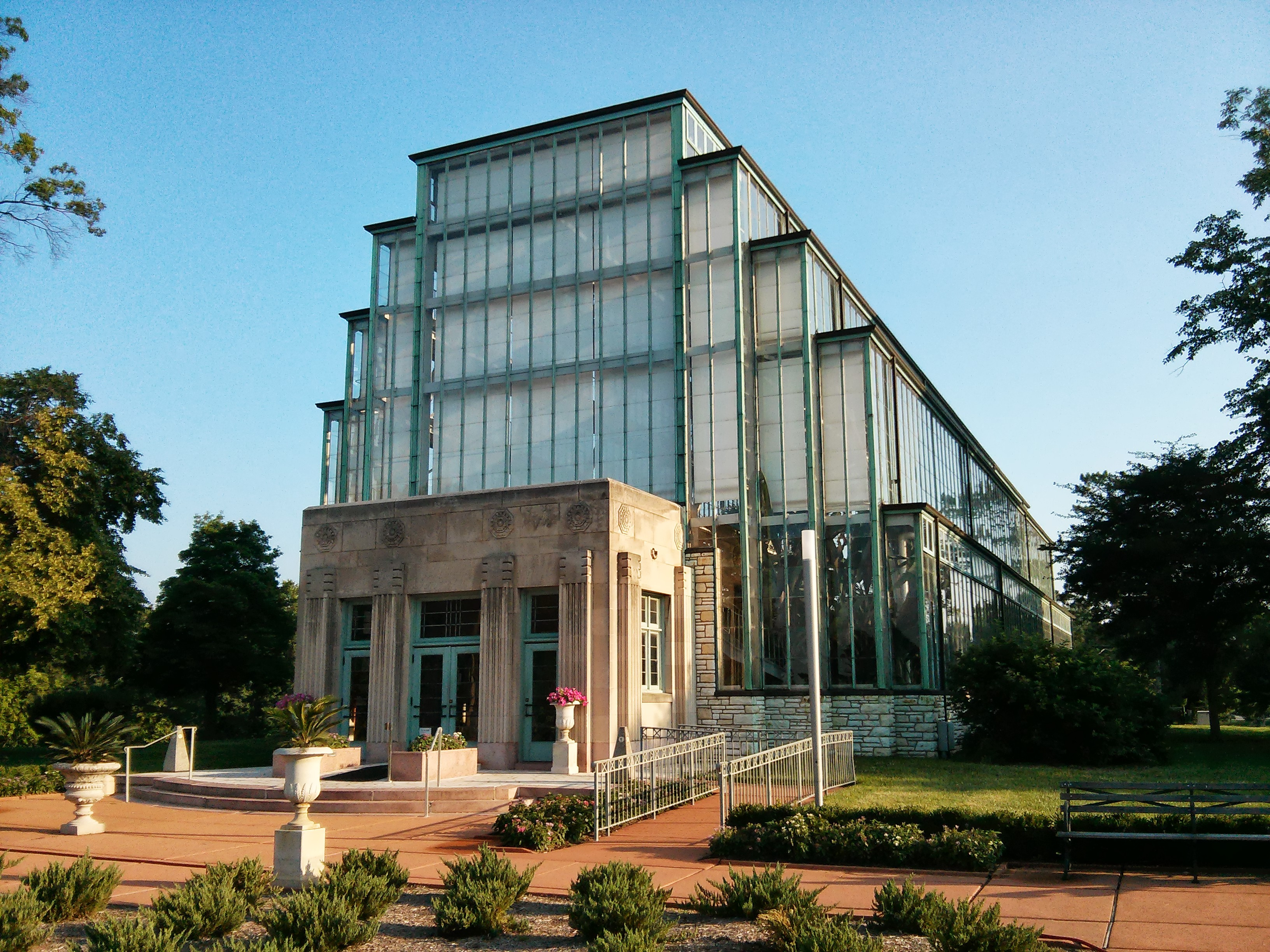
温室
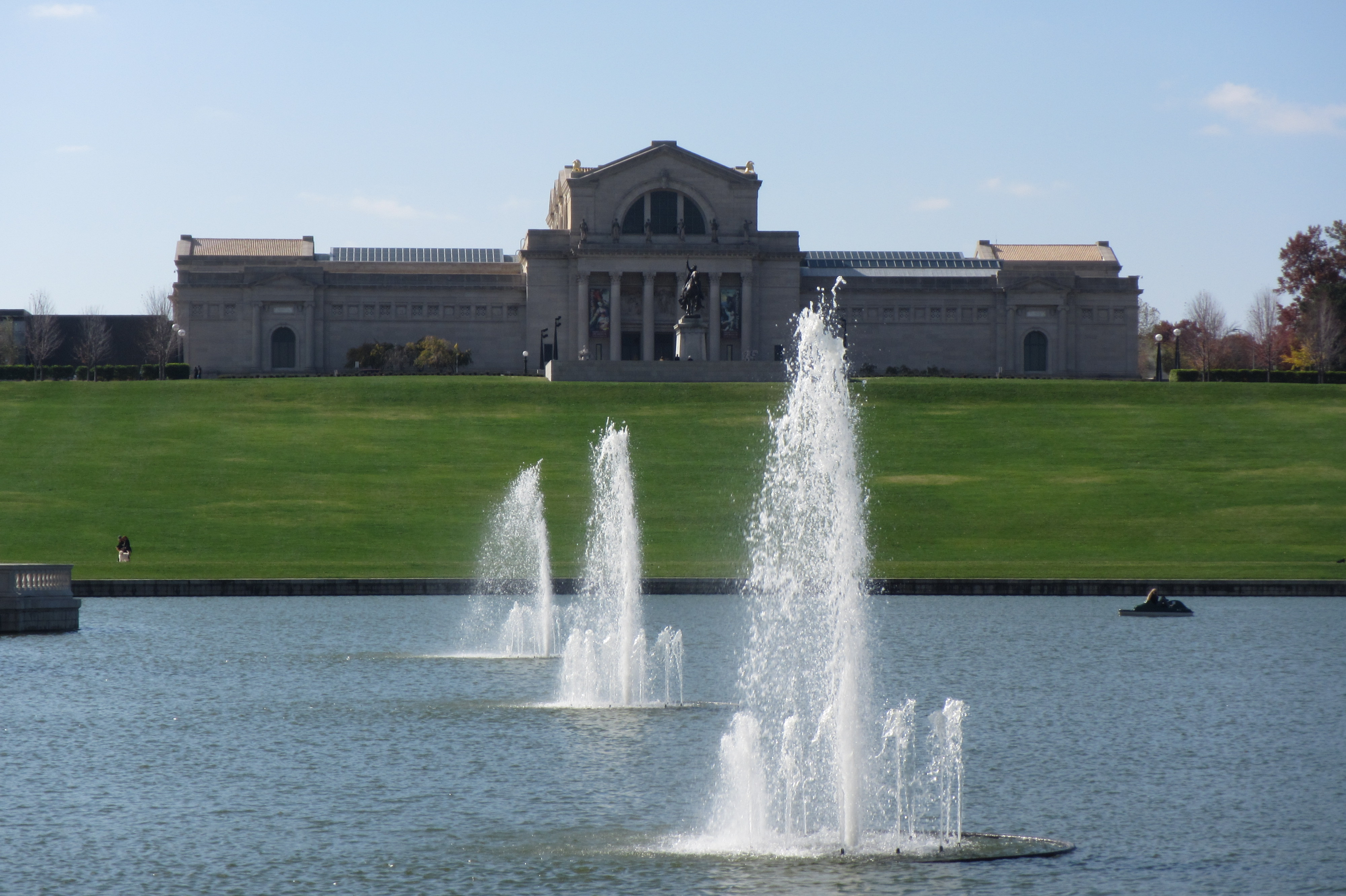
セントルイス美術館
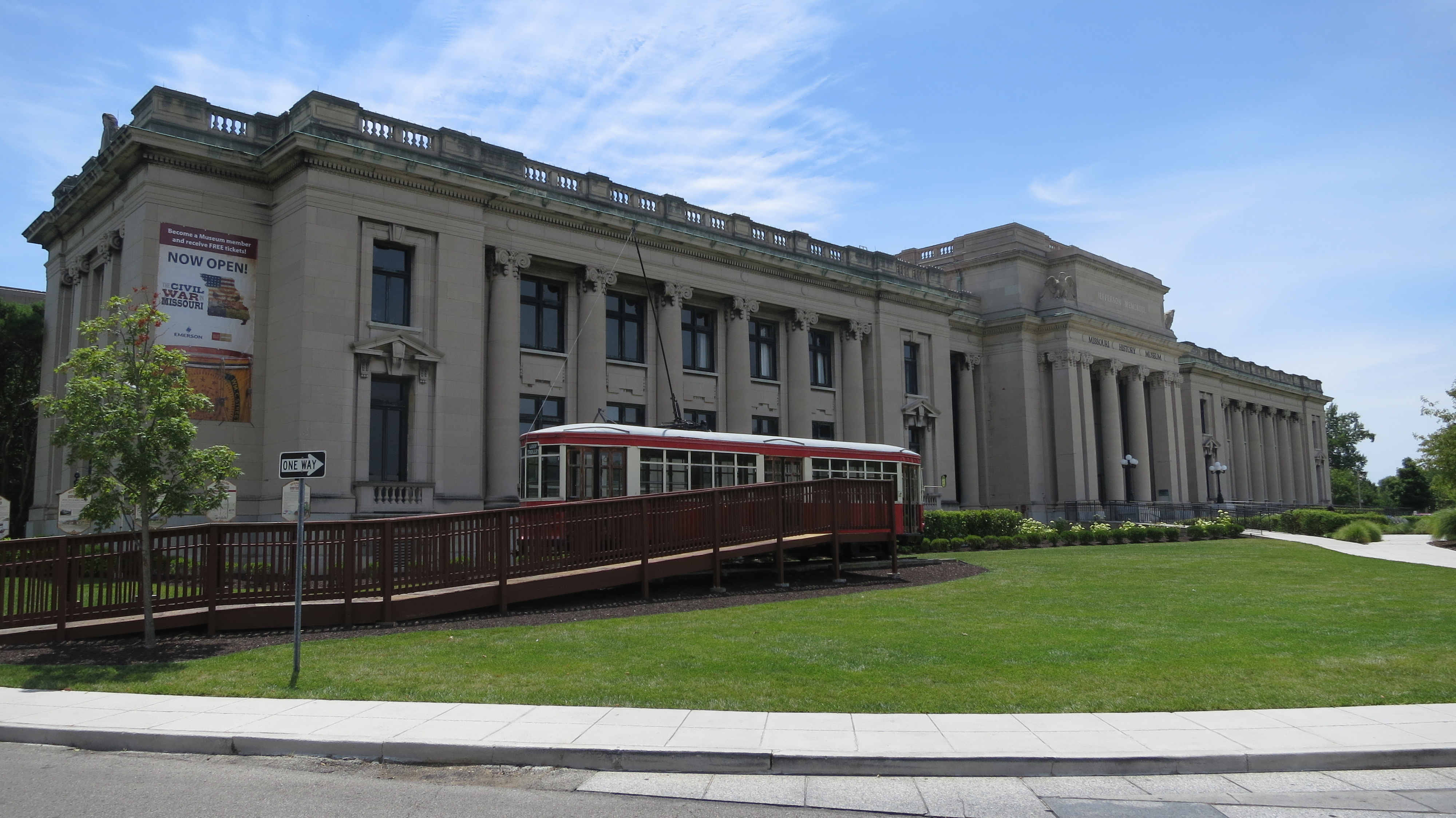
ミズーリ歴史博物館
地図